# Aulus Larcius Lepidus Sulpicianus
Aulus Larcius Lepidus Sulpicianus was een Romeins politicus en legeraanvoerder uit de eerste eeuw na Chr.
Lepidus werd geboren op Kreta. Zijn moeder stamde uit de aristocratie van het eiland, zijn vader Aulus Larcius Gallus, die behoorde tot de stand van de equites, was afkomstig uit Antium in Italië. Lepidus was de eerste van zijn familie die in de patriciërsstand werd opgenomen.
Het verloop van zijn carrière is bekend geworden door een inscriptie, gevonden in Antium. Lepidus begon zijn carrière als tribunus militum. Vervolgens werd hij aangesteld als decemvir stlitibus iudicandis, waarna hij quaestor werd in de provincia Creta et Cyrenaica.
Tijdens de Joodse Oorlog was hij een van de legeraanvoerders van het Legio X Fretensis. Vanaf eind 69 was hij legatus legionis van het legioen, als opvolger van Marcus Ulpius Traianus. Onder zijn leiding vond de laatste fase van de belegering van Jeruzalem plaats. Reeds in september 70, kort na de val van Jeruzalem, werd hij vervangen door Terentius Rufus. Dit was echter geenszins te wijten aan Lepidus' optreden, zoals blijkt uit de eerbewijzen waarmee hij blijkens de reeds genoemde inscriptie na de Joodse Oorlog werd geëerd.
In later tijd bekleedde Lepidus het ambt van tribunus plebis. Hij besloot zijn carrière als legatus Augusti pro praetore van Pontus et Bithynia, waar hij vermoedelijk ook overleed.